# ادواردو زاماکو ای زابالا
ادواردو زاماکو ای زابالا (به اسپانیایی: Eduardo Zamacois y Zabala) (۲ ژوئیه ۱۸۴۱ در بیلبائو - ۱۲ ژانویه ۱۸۷۱ در مادرید) نقاش هنر آکادمیک اسپانیایی بود که در بوم‌های کوچک مقیاس تخصص داشت. او پدر نویسنده فرانسوی، میگل زاماکو، برادر نویسنده نیکیتو دو زاماکو، خواننده الیسا زاماکو و بازیگر ریکاردو زاماکو و همچنین عموی نویسنده ادواردو زاماکوی بود.

## زندگی‌نامه
ادواردو زاماکو ای زابالا در بیلبائو، اسپانیا متولد شد. پسر پروفسور میگوئل آنتونیو د زاماکویس و برته گا (۱۷۶۳–۱۸۶۳)، و همسر دوم او، روپرتا ماریا دل پیلار د زابالا و آراوکو بود. پدر وی بنیانگذار و مدیر مدرسه علوم انسانی سانتیاگو دو ویزکایا بود. نزدیکان وی هنرمندان بی شماری از جمله نویسندگان، بازیگران و نوازندگان بودند.

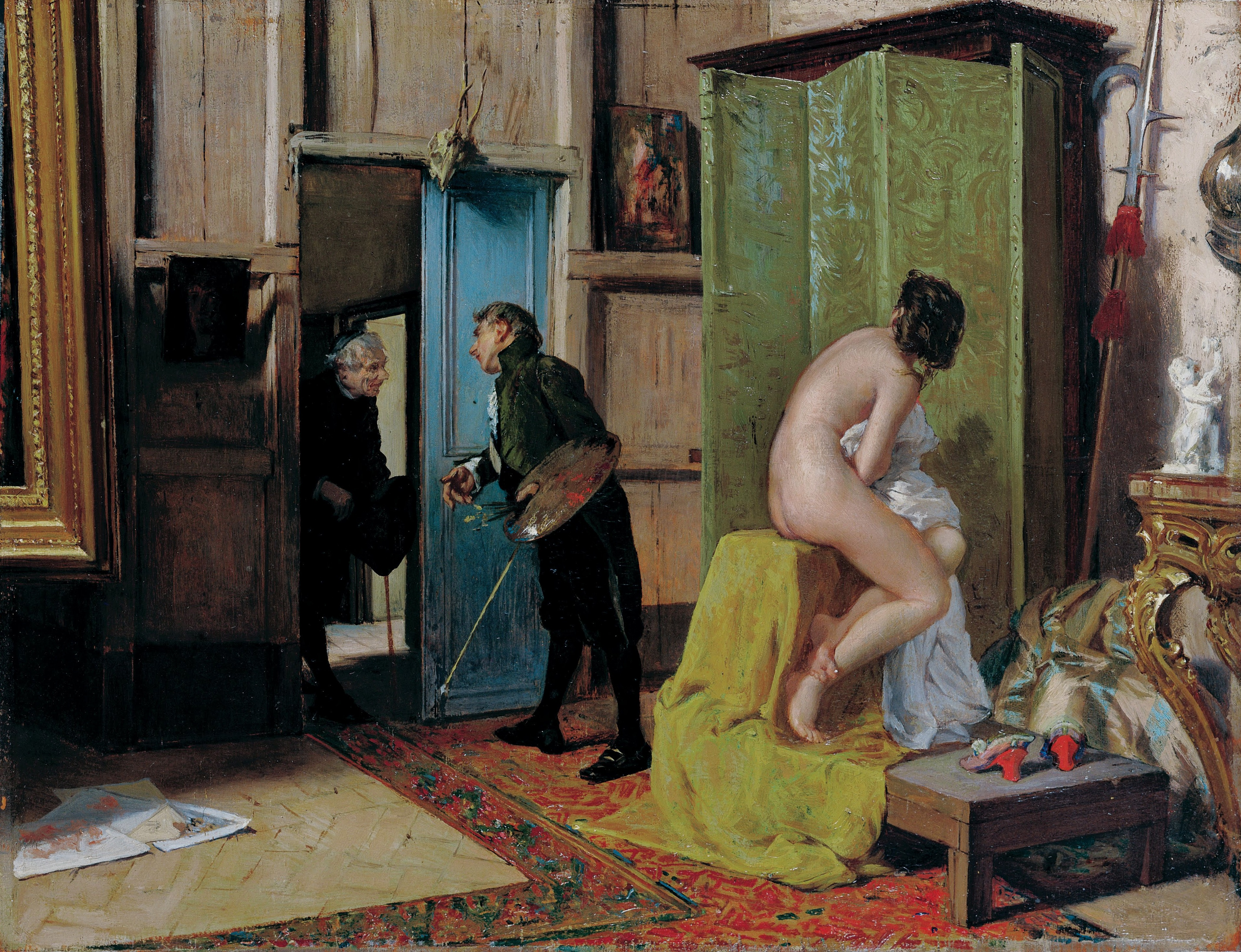
بازدید غیرمنتظره

وی تحصیلات کاملی را فرا گرفت که شامل کلاس‌های نقاشی با هنرمندی محلی به نام خواکین بالاکا (حدود ۱۸۲۰-؟) بود. بعدها هنگامی که مدرسه پدرش تعطیل شد، خانواده به مادرید نقل مکان کردند و در سال ۱۸۵۶، در آکادمی سلطنتی هنرهای زیبای سان فرناندو ثبت نام کرد، جایی که نزد فدریکو دو مادارازو تحصیل کرد.
در سال ۱۸۶۰، به توصیه مادارازو، وی به پاریس رفت و در کلاس‌های چارلز گلیر برای آماده‌سازی برای ورود به مدرسه عالی ملی هنرهای زیبا شرکت کرد. درخواست وی در آنجا رد شد، بنابراین به کارگاه‌های ارنست میسونیر مراجعه کرد و در آنجا موقعیتی پیدا کرد.

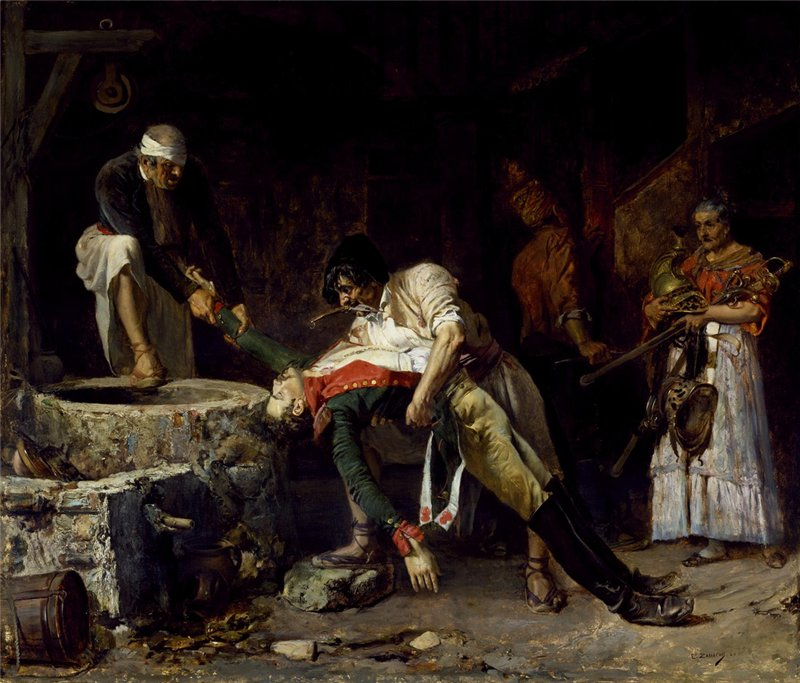
اشغال فرانسه

او که یک مذاکره کننده تجاری ماهر بود، تلاش کرد تا به نمایشگاه‌های اروپایی که ممکن است دسترسی پیدا کند. موفقیت به سرعت حاصل شد. در سال ۸۶۱، وی برای ایجاد نقاشی‌های تزئینی در محله‌های پادشاه آینده، آلفونسو دوازدهم در کاخ رئال مادرید مأمور شد. این کار به وی کمک مالی از طرف شورای استانی ویزایا کرد که به او امکان ادامه تحصیل داد. در سالهای ۱۸۶۲ و ۱۸۶۴ در نمایشگاه ملی هنرهای زیبا به وی مدال اعطا شد.
او در سال ۱۸۶۵ در پاریس با لوئیز ماری الوئیز پرین، که او را در خانه دوست خود، ژهان ژرژ ویبرت ملاقات کرد، ازدواج نمود. آنها صاحب دو فرزند شدند: میگل لوئی پاسکوال، روزنامه‌نگار و نمایشنامه نویس مشهور و یک دختر پس از مرگ، ماری هلن، (که با نقاش، ژان آلفرد ماریوتون ازدواج کرد).

## آثار منتخب

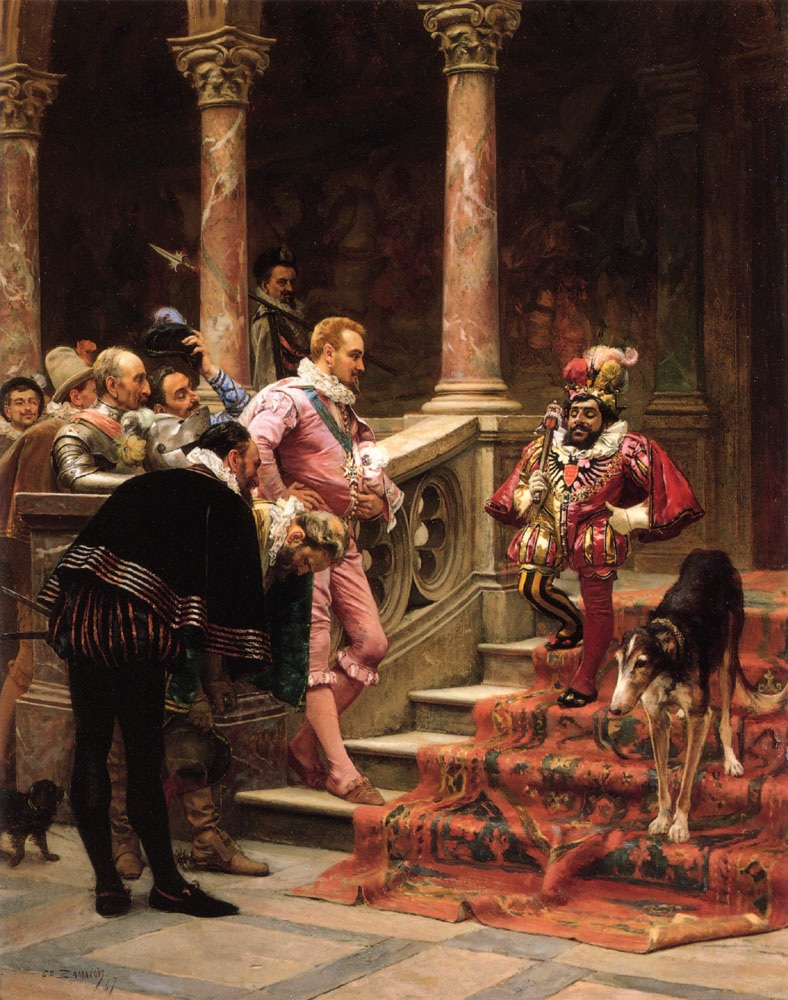
مورد علاقه پادشاه
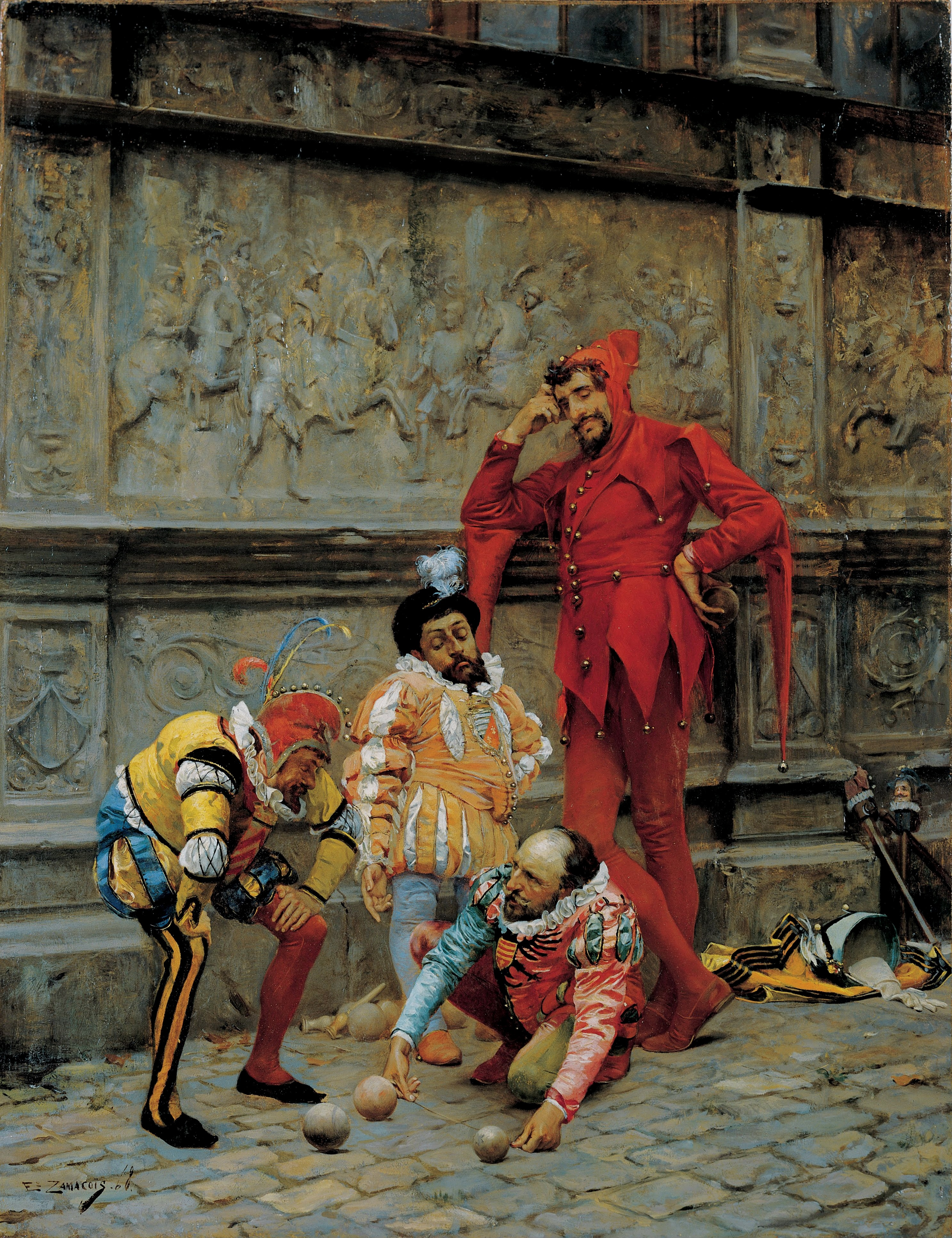
ژستر در حال بازی پتانک
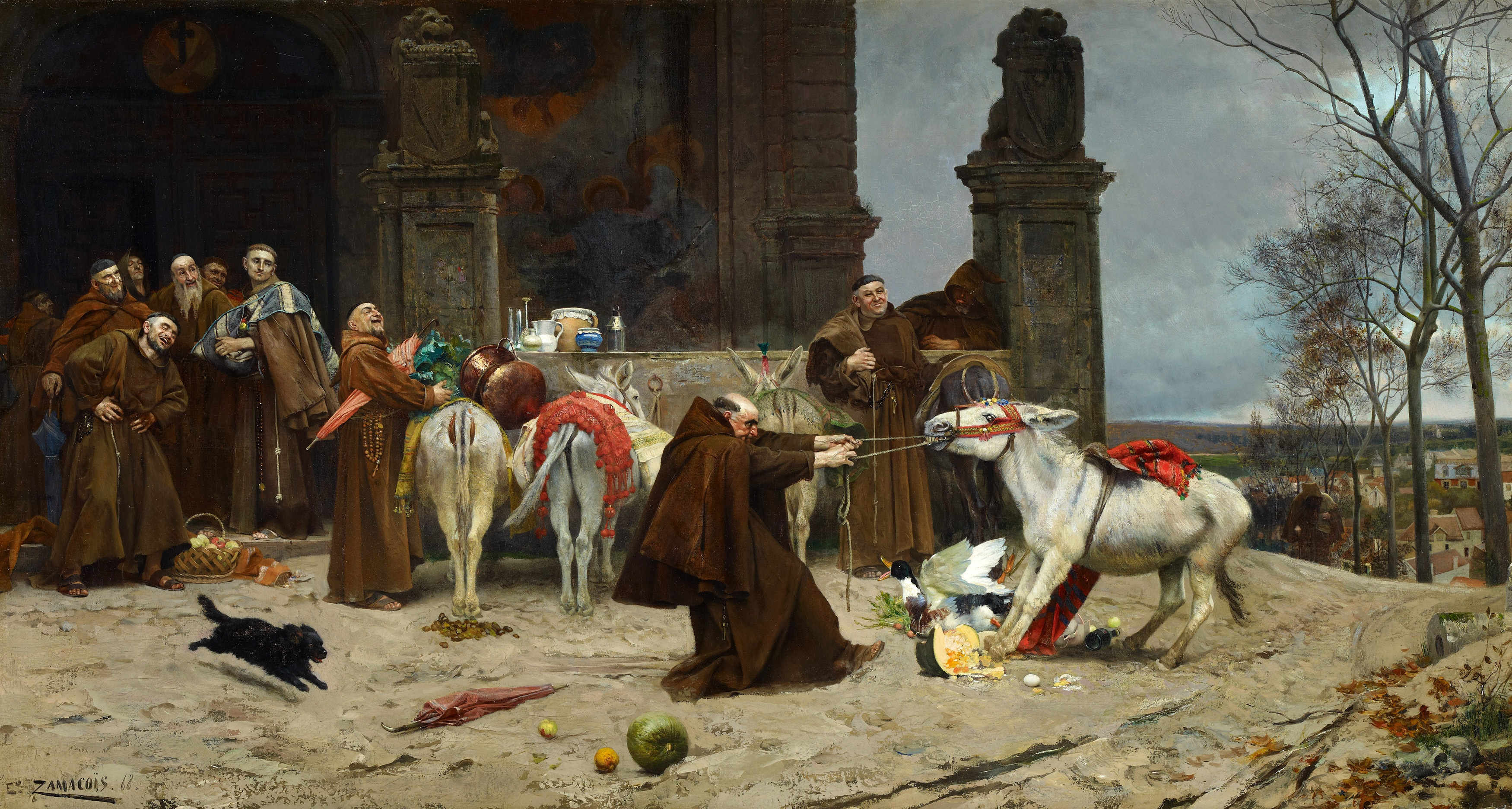
رام کردن الاغ
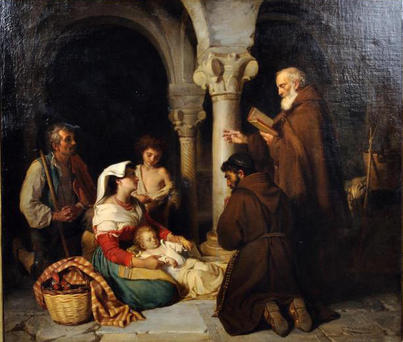
تعمید بینوایان